# Frank Van Der Stucken Birthplace
Le Frank Van Der Stucken Birthplace est un bâtiment américain situé à Fredericksburg, au Texas. Lieu de naissance du compositeur et chef d'orchestre Frank Van der Stucken le 15 octobre 1858,  cet édifice commercial fait partie des Recorded Texas Historic Landmarks depuis 1962. Il est en outre situé au sein du district historique de Fredericksburg, lequel est inscrit au Registre national des lieux historiques depuis le 14 octobre 1970.